# بریژیت آلبرشت-لورتان
بریژیت آلبرشت-لورتان (انگلیسی: Brigitte Albrecht-Loretan; ۶ اکتبر ۱۹۷۰ – ) اسکی‌باز صحرانوردی اهل سوئیس بود.